# Eurytoma orchidearum
Eurytoma orchidearum är en stekelart som först beskrevs av John Obadiah Westwood 1869.  Eurytoma orchidearum ingår i släktet Eurytoma och familjen kragglanssteklar. Inga underarter finns listade i Catalogue of Life.